# マハゾール
マハゾール（מַחֲזוֹר, mahzor, machzor, mahzorim）とは、ローシュ・ハッシャーナーとヨーム・キップールの大祝祭日 High Holidays、またペサハ、シャーブーオート、スッコートの三大祭にも用いられる、祈りを集めた本。
反対に毎日の祈りが集められている本は「シッドゥール」である。
ピーユートが付け加えられ、また基本的部分は同じであるものの、シッドゥールと同じくコミュニティーによって内容が異なっていたりする。
マハゾールという言葉は現代ヘブライ語では周期、循環を意味する言葉として使われており、例えばマハゾール＝ハッダームで血液の循環、マハゾール＝ゼラーイームで輪作を示す。